# Natalja Stasiuk
Natalja Stasiuk, född den 21 januari 1969 i Vostotjnoj i Vitryssland, är en vitrysk roddare.
Hon tog OS-brons i åtta med styrman i samband med de olympiska roddtävlingarna 1996 i Atlanta.